# 에페소인들에게 보낸 편지
에페소인들에게 보낸 편지(공동번역), 에페소 신자들에게 보낸 서간(천주교 성경), 에베소서(표준새번역과 한글개역판)는 신약성경의 열 번째 책으로, 바울로가 써서 터키의 에페소스교회에 보낸 편지이다. 바울로의 저작성에 대해서는 1792년부터 도전을 받기 시작했는데, 바울로 사후 15-25년경에 그의 사상에 영향을 받은 사람이 바울로의 이름을 빌려 쓴 책이라는 것이 이러한 주장이다.:p.47

## 주제
본 서의 주제는 하나님의 의지에 의해, 교회와 그 토대인 그리스도를 통한, 하나됨과 모든 피조물의 화해이다. 이에 더해 신약학자 다니엘 왈라스(Daniel Wallace)에 의하면, 이 주제는 "기독교인이여, 다른사람과 함께하라! 그리스도께서 죽으심으로 (우리사이에) 놓으신 하나됨을 유지하라"고 요약할 수 있다.
또다른 주제는 그리스도의 지체를 순결하고 성스럽게 유지하라는 것이다.
여러분은 하느님의 사랑을 받는 자녀답게 하느님을 닮으십시오. 그리스도를 본받아 여러분은 사랑의 생활을 하십시오. 그리스도께서는 우리를 사랑하신 나머지 우리를 위하여 당신 자신을 바치셔서 하느님 앞에 향기로운 예물과 희생제물이 되셨습니다.— 에베소서 5:1-2

이 책의 두번째 부분인 4:17-6:20에서, 저자는 어떻게 해야 성스럽고 순결하게 유지할 수 있는지를 그리스도가 보여주신 삶의 모습을 통해 실질적 조언을 해주고 있다.

## 구성
전통에 의하면, 이 편지는 사도 바울로가 로마에 갇혔을 때(62년경) 쓰여졌다. 이 시기에 필레몬에게 보낸 편지와 골로사이인들에게 보낸 편지도 쓰여진 것으로 여겨지는데, 골로새서는 에페소 편지와 많은 부분에서 닮아있다. 그러나, 몇몇 성서비평학자들은 바울로의 저작성에 의문을 품으며 본 서신이 서기 80-100년경에 기록되었을 것이라고 주장한다.

### 저작성
첫번째 절에서 바울로가 본 서신의 저자임을 밝힌다. 마르키온 정경과 무라토리 정경 등 초기의 신약성경들 역시 본 서의 저작성을 바울로에게 돌리고 있는데, 이러한 바울로의 저작성은 최근에 와서 도전받고 있다. 일부 학자들이 바울로의 저작성을 반대하는 주된 이유는 본 서의 스타일, 사용하는 용어, 종말론이 바울로가 다른 서신에서 보여준 것들과 다르다는 것이다.
성서학자 해롤드 회너(Harold Hoehner)는 1519년에서 2001년 사이에 기록된 주석들을 조사한 결과, 54%만이 바울로의 저작성을 인정하고, 39%는 바울로의 저작성을 부정하며, 7%는 애매한 태도를 취했다고 보고했다. 노먼 페린(Norman Perrin)과 데니스 C. 듀링(Dennis C. Dulling)은 6개의 권위있는 문헌을 조사하고, "6개중 4개의 문헌이 본 서가 다른 사람에 의해 씌여졌다는 결론을 내렸으며, 나머지 두개(피크 주석과 제롬 주석)은 바울로의 저작성을 계속 인정하는 것이 어렵다는 사실을 인지했다. 참으로 이러한 어려움은 딛고 이겨내기어려운 것이다"고 주장했다. 성서학자 레이먼드 E. 브라운(Raymond E. Brown)은 80%의 성서비평학자들이 본 서의 저작성을 인정하지 않는다고 밝혔다.:p.47
바울로의 저작성을 대하는 성서학자들의 네 가지 주류 이론은 다음과 같다.
- 본 서가 바울로에 의해 쓰여졌다는 전통적인 시각은 에스라 애봇(Ezra Abbot), 애스팅, 마커스 바스(Markus Barth), F. F. 브루스, A. 로버트, 앙드레 퓰레(André Feuillet), 그랜트, 하르나크, 합트(Haupt), 펜튼 존 앤서니 호트(Fenton John Anthony Hort), 알베르투스 마그누스, 요한 데이빗 미카엘리스(Johann David Michaelis), A. 판 로온(A. Van Roon), 샌더스(Sanders), 쉴레(Schille), 클라인 스노그래스(Klyne Snodgrass), 존 스토트, 프랭크 틸먼(Frank Thielman), 다니엘 B. 왈라스, 브룩 포스 웨스트코트(Brooke Foss Westcott), 그리고 테오도르 찬(Theodor Zahn) 등에 의해 지지받는다.[1] 바울 저작성에 대한 옹호 논리를 알고싶다면, 해롤드 회너의 Ephesians: An Exegetical Commentary, 2~61쪽을 보라.[2]
- 두 번째 주장은 바울로가 쓴 에베소서에 다른 필사가들이 구절을 첨가해넣었다는 것이다. 이 주장을 지지하는 학자들로는 알버츠, 벤와(Benoit), 커팍스(Cerfaux), 고겔(Goguel), 해리슨, H. J. 호츠만(H. J. Holtzmann), 머피 오코너, 그리고 바겐푸러(Wagenfuhrer)가 있다.
- 최근에 많은 성서비평학자들은 바울로가 에베소서를 썼다는 주장에 동의하지 않는다. 이러한 부류의 학자들로는 앨런, 비어(Beare), 브랜든, 불트만(Bultmann), 콘첼만(Conzelmann), 디벨리우스, 굿스피드, 킬제만(Kilsemann), J. 녹스, W. L. 녹스, 큄멜(Kümmel), K와 S 레이크, 막스젠(Marxsen), 메이슨, 미튼(Mitton), 모팻, 나인햄(Nineham), 포코니(Pokorny), 슈바이처, 그리고 J. 바이스 등이 있다.
- 이 외의 학자들은 아직 결론을 보류하고 있다. 이러한 부류의 학자로는 캐드버리(Cadbury), 줄라이처(Julicher), 맥닐(McNeile), 그리고 윌리엄스 등이 있다.

### 장소, 연대, 그리고 목적
많은 영어 번역본들이 본 서신이 "에페소 성도들(1:1)"에게 쓰여졌다고 명시하고있는데 반해, "에페소"라는 단어는 권위있는 초기 사본들에서는 등장하지 않는다. 바트 D. 어만과 같은 본문비평가들은 이러한 이유로 "에페소"라는 단어를 후에 첨가된 것으로 간주한다. 초기 사본에서 이 에페소라는 단어가 등장하지 않기 때문에, 2세기경에 첫 번째 신약정경을 수립한 이단 창시자(Heresiarch) 마르키온은, 본 서신이 라오디게아 교회를 대상으로 쓰여진 것으로 보았다. 더 자세한 사항은 라오디게아 교회에 보내는 서신을 참고하라. 이와 같은 시각은 후대에도 어렵지 않게 찾아볼 수 있는데, 본 서신이 요한의 묵시록에 등장하는 라오디게아 교회에 대한 비판내용과 비슷한 내용을 담고 있다는 것이 그러한 시각의 까닭이었다.
더 나아가서, 성서비평학자들은 본 서에서 개인적인 인사나 수취인에 대한 사적인 지식을 나타내는 부분이 나타나지 않으므로, 에페소에서 2년 이상 머무르며 사역했던 바울로를 저자로 주장하는 것은 앞뒤가 맞지 않는다. 따라서 그들은 본 서신이 여러 교회끼리 돌려보라는 의도로 쓰여진 것이라고 주장한다. 예루살렘 성경에 의하면 일부 비평학자들은 1:1의 "에페소"가 첨가된 자리에, "본 서신을 받는 모든 교회"라는 문구가 들어가야 한다고 생각한다고 한다.
바울로가 본 서의 저자라는 시각에 의하면, 이 서신은 바울로의 첫 번째 투옥(3:1; 4:1; 6:20)중에 쓰여졌으며, 특히 로마에 도착한 2년 후이자 밀레도스에서 에페소인 장로와 헤어진지 4년째 되는 해인 62년에 쓰여졌을 것이다. 그러나 바울로의 저작성을 반박하는 학자들에 의하면 본 서신의 연대는 서기 70-80년으로 늦춰진다. 이 경우, 이 책은 에페소 교회 내에서 쓰여졌을 것으로 추정된다. 안티오키아의 이냐시오는 자신이 에페소서에 대해 굉장히 전문적이라고 생각했는데, 그의 생각들은 그가 에페소 교회에 보낸 서신들에 잘 반영되어 있다.
로마인들에게 보낸 편지에서 저자는 하느님의 의의 실현, 즉 약속의 신실하심과 정의를 구하신다는 관점을 전하기 위해 글을 쓴다. 에페소서에서 저자는 교회의 머리이신 그리스도와의 하나됨이라는 관점을 전한다.

## 개괄
에베소서는 다음의 내용을 가진다.
- 1:1-2. 에페소 교회에 보내는 바울로의 인사.
- 1:3-2:10. 교회의 정의(1:15-23), 복음이 드러내는 축복에 대한 설명부. 이러한 축복의 원천, 축복이 도달고자하는 것, 축복이 주어진 이유, 그리고 축복의 결말이 드러나있다. 구원의 정의(2:8-9),  1:3-23은 헬라어 원본에서 두개의 문장(1:3-14, 15-23)으로만 쓰여져있다.
- 2:11–3:21. 그리스도의 사역으로 변화한 이방인들의 영적 상태에 대한 기술. 어떻게 바울로가 이방인의 사도로서 선택되고 자격이 주어졌는지에 대한 설명과, 에페소 교인이 낙담하지 못하게 해달라는 기도로 끝난다.
- 4:1-16. 믿는자들의 다양한 선물중의 하나됨. 교회 지도자와 교회 성도와 구별,
- 4:17-6:9. 그리스도인의 성화와 올바른 태도, 영적 전쟁의 방법(4:26-27), 그리스도인의 행함의 방법과 지혜의 정의(5:15-17), 가정 문제, 주종 문제,
- 6:10–24. 전신갑주 등 영적 전쟁의 비유,  디키고의 사역, 작별인사.

## 에페소교회의 설립
바울은 에페소를 첫 번째행18:19-21로 방문하여 삼개월간 강론하며 권면하였다. 그의 일은 바울이 떠난 후에 성 아폴로, 브리스길라와 아굴라가 이어간다(행 18:24-26). 바울은 이듬해 초에 에페소를 두 번째로 방문하는데, 에페소를 소아시아지방의 해결책으로 여기며 3년간 머무른다. 바울은 "광대하고 유효한 문(고전 16:9)"이 그에게 열렸고, 에베소교회가 수립되며 그의 근면한 일로 더욱 강건해진다(행 20:20, 31). 복음은 에베소에서부터 "거의 전 아시아(행 19:26)"까지 전해졌다고 한다. 복음은 바울이 받은 박해와 반발에도 불구하고 "힘이 있어 흥왕하여 세력을 얻(행 19:20)"게 된다. 예루살렘으로 향하는 마지막 여정에서, 바울은 밀레도에 도착해 에베소 교회의 장로들을 소집하여 마지막 임무(행 20:18–35)를 전하는데, "다시 보지 못할 줄(행 20:25)" 안다고도 말한다. 다음의 구절들은 본 서신과 밀레도에서 장로들에게 남긴 마지막 임무 사이의 유사점들이다.
1. 행 20:19 = 엡 4:2. 겸손
2. 행 20:27 = 엡 1:11. 하나님의 계획
3. 행 20:32 = 엡 3:20. 하나님의 능력
4. 행 20:32 = 엡 2:20. 든든히 세우심
5. 행 20:32 = 엡 1:14,18. 거룩한 이들의 기업

## 의도

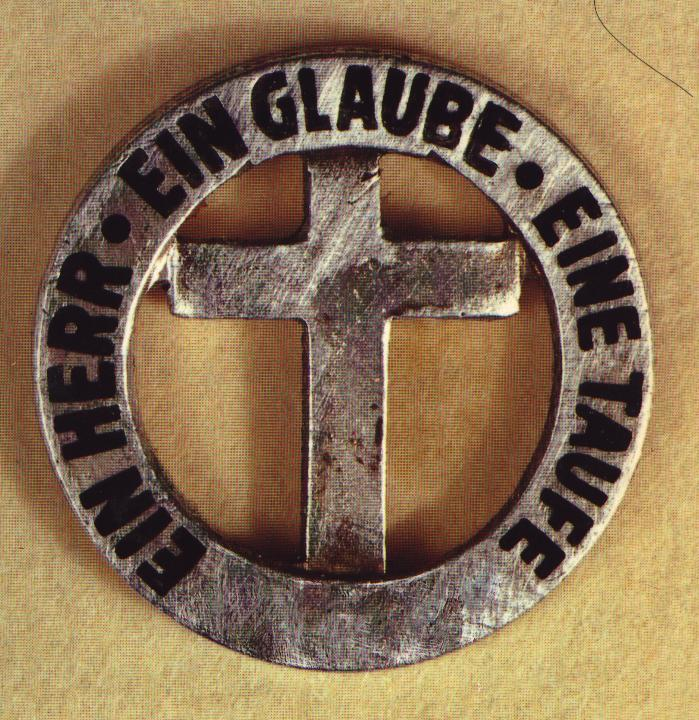
독일어로 된 글귀, "한 주님, 한 믿음, 한 세례" (엡 4:5).

본 서신의 의도와 수취인은 아직 많은 논의가운데 있는데, C. H. 다드는 본 서를 "바울신학의 왕관"이라고 표현한다.:229 이러한 시각은 일반적으로 본 서신의 특수한 사회/역사적 배경과, 저자와 청자가 처한 상황에 의한 것이다. 유대인과 헬라인 등의 다문화교회 상황에 비롯하여, 저자는 공동체 내의 다양한 종교/문화적 쟁점들을 다룬다.
저자는 구원에 대한 특별한 관점을 가질것을 반복적으로 권면한다. 저자는 희생에 대한 기독론을 통해 교회 내 평화의 환경을 조성하고자 하는 듯 보인다. 짧게 말하자면, "그리스도가 너의 죄를 위해 희생하셨듯, 그를 닮아 다른 사람에게 순종"하라는 것이다. 많은 학자들이 저자가 적개심, 분열, 타인에 대한 무관심 등을 다른 주제들보다 더욱 많이 강조한 것을 두고 본 서간이 교의적인 목적보다도 실천적 목적으로 쓰여졌다고 본다.
프랭크 찰스 톰슨(Frank Charles Thompson)등의 신학자들은 에베소서가 유대인 성도들이 스스로를 이방인 성도들과 구분하려고 하는 행동에 대한 응답이라는 데에 의견을 모은다. 이방인과 유대인 신자간의 하나됨으로 대표되는 하나됨은 본 서신의 중심 주제이다. 이 주제는 많은 구절에서 함께와 하나라는 두 단어를 반복적으로 사용함으로써 드러난다. 대표적인 구절들은 다음과 같다.
함께: 함께 살리시고(2:5), 함께 일으키셔서 한자리에 앉히셨으며(2:6), 함께 세워집니다.(2:22)
하나: 하나의 새 민족(2:15), 한 몸(2:16), 같은 성령(2:18), 하나의 희망(4:4), 주님도 한 분이시고, 믿음도 하나이고, 세례도 하나이며, 만인의 아버지이신 하느님도 한 분(4:5-6)
바울로가 강조하는 희생적 기독론에 기반을 둔 하나됨은 필립비인들에게 보낸 편지에서도 확인할 수 있다.

## 해석
에베소서는 교회의 정의를 다룬 장이자(1:15-23) 교회의 지도자를 둘때 근거로 두는 서신 중 하나이자 그리고 교회 지도자와 성도의 명철을 주는 서신이라 고린도전서와는 제법 반대가 되기도 하고 또한 골로새서랑 매우 비슷한 서신 중에 하나이다. 에베소서의 경우는 골로새서와 마찬가지로 지혜의 책이기도 하다.(1:18) (5:15-17) 고린도전후서와 달리 세상 지혜에 대한 경고는 나오지 않고, 오히려 에베소서 5장에선 지혜로 행하라는 말까지 나온다.(5:15-17) 즉 시간을 사서 얻으라는 것은 세상 공부까지 포함된 지혜 중에 하나로 이는 에베소서랑 비슷한 골로새서 4장 5절에 외부 사람들에게 지혜로 행하며 시간을 사서 얻으라는 말과 비슷하다. 사도행전 7장 22절의 모세의 지혜와 마태복음 10장 16절에 예수 그리스도의 지혜와 잠언 6장 6절에 솔로몬의 지혜에 대한 이야기에 대해 나온다. 에베소서의 지혜와 고린도전후서에 지혜의 상충되는 경우는 골로새서를 봐야한다.  (골로새서 2:19-23) 그리고 에베소 교희의 이방인들이 구원받기 이전에 과거 역사가 나온다(2:11-17)
에페소서는 가정 관계를 다루고 있다는 점에서 유명한데, 5:22-6:9에서는 아내와 남편, 자녀와 부모, 종과 주인의 관계를 다루고 있다. 5:22에서 아내들은 남편에게 복종할 것과 5:25에서 남편들은 아내들에게 "그리스도께서 교회를 사랑하"시듯 할 것을 요구받는다. 캐서린 부쉬넬(Katharine Bushnell)과 제시 펜-루이스(Jessie Penn-Lewis)와 같은 평등주의 신학자들은 이 구절을 선행구절인 5:21과 엮어서 모든 그리스도인들이 "서로 복종"해야한다는 의미로 해석한다. 따라서 남편은 아내에게, 아내는 남편에게 서로 복종해야 하는 것이다. 하지만 무어 신학대의 명예교수인 피터 오브리엔(Peter O'Brien)은 신약성경과 현존하는 모든 헬라어 본문에 등장하는 "복종"에 대한 구절들을 통틀어 이와같은 해석방식을 취하는 경우는 없으며, 본문 역시 매우 분명하게 복종의 상호성을 암시하지 않는다고 주장한다. 달라스 신학교의 교수인 다니엘 왈라스는 5:21을 5:15-21로 묶어서, 성령의 충만함에 대한 구절로 해석한다.
미국 남북 전쟁(1861-65) 기간동안, 종과 주인의 관계에 대한 에페소서 6:5 말씀은 노예제를 지지하는 남부의 노예주들이 내세웠던 구절이다.

## 같이 보기
- 에베소서의 본문 다양성